# DSA-212
La DSA-212 es una carretera perteneciente a la Red Secundaria de la Diputación Provincial de Salamanca que une la localidad de Pedrosillo de los Aires con la  N-630 .

## Origen y Destino
La carretera  DSA-212  tiene su origen en el casco urbano de Pedrosillo de los Aires en la intersección con la carretera  DSA-206 , y termina en La Maya en la intersección con la carretera  N-630  formando parte de la Red de carreteras de Salamanca.